# Rue Roux-Alphéran
La rue Roux-Alphéran est une rue de la ville d'Aix-en-Provence.

## Situation et accès
Elle s'étend d'est en ouest dans le quartier Mazarin sur 336 mètres.

## Origine du nom
Elle porte le nom de l'historien Ambroise Roux-Alphéran (1776-1858).

## Historique
Cette rue portait jadis le nom de rue Longue-Saint-Jean. La place qui se trouve à son débouché avec la rue d'Italie (place d'Arménie) était jadis le siège d'un bureau où l'on percevait le droit sur les blés et les farines introduites en ville pour la consommation des personnes et centralisés dans la halle aux grains. Ce droit fut instauré en décembre 1547 et fut fixé, par délibération du conseil de ville, à un sol par quintal. En 1632, il fut porté à cinq sols. Ce droit intervient au moment où le régime met en place son administration commerciale d'une part, mais est également obligé de mettre en place le ravitaillement de la population face aux aléas climatiques, aboutissant à l'envol des prix des biens de premiere necessité voire aux famines.

## Bâtiments remarquables et lieux de mémoire
- no 9 : maison dans laquelle mourut l'historien Ambroise Roux-Alphéran.
- no 13 : Hôtel d'Oléon-Boysseulh, monument historique
- L' écrivain Romain Gary résida dans une chambre située dans cette rue durant ses années d'études à la Faculté de Droit d'Aix-en-Provence.